# 会邁
会 邁（かい まい、生没年不詳）は、百済蓋鹵王から東城王時代にかけての百済の官僚。官職は参軍。中国系百済人。

## 人物
490年、東城王は失墜した王権を強化するために様々な政策をとる。その一つは、高句麗水軍によって西海の海上交通路が遮断されたことによる孤立を打開するために、対中国外交関係を強化することであった。同年、行宣威将軍兼参軍会邁は、行建威将軍朝鮮太守兼司馬楊茂および行建威将軍廣陽太守兼長史高達とともに南斉に使臣として派遣された。この時、東城王は親書で武帝に使臣の官職を賜与するよう要請し、武帝は会邁に宣威将軍の官職を下賜した。
会邁は宣威将軍から広武将軍への進号にあわせて、清河太守を仮授されている。
495年にそれぞれ楽浪太守、城陽太守、朝鮮太守、参軍を仮授された慕遺、王茂、張塞、陳明は、495年以前の地位はみられない。慕遺、王茂、張塞、陳明は、それ以前から百済に仕えていたであろうが、495年に大抜擢されたのであって、5世紀後半の新興勢力の登用・抬頭を象徴するものとみてよい。会邁は、495年以前、五品の宣威将軍に過ぎなかったが、495年には四品の広武将軍を擢授されている。この背後には、会邁自身の個別の軍功などもあるが、身分に関係なく、有能な人材が登用されたことを示している。東城王は、王権強化のために、身分を問わず、有能な人材を積極的に大抜擢したのであり、会邁の昇進はその一端を物語る。475年の百済の一時滅亡とそれに伴う新百済王となった文周王系の東城王は、自らの権力基盤を固めるために、既存とは異なり、有能な貴族・官僚を積極的に登用、王権に取り込み、東城王はその過程において新たに登用した貴族・新興官僚に百済独自の王号・侯号・太守号を仮授していった。また、これら王号・侯号（楽浪太守、城陽太守、朝鮮太守）は、朝鮮半島西南部の地名とみられるが、475年以後、百済が積極的に領有化を進めた地域であり、百済は新たに獲得した地を冠した百済独自の王号・侯号・太守号を新規登用した貴族・新興官僚に仮授することによって、王権内部に位置づけようとした。

## 百済の国王幕府の属僚
| 時期                  | 人名 | 既保有官職     | 百済王 私署 官職     | 任命追認官職（爵号） | 任命要請事由                              | 国家 |
| --------------------- | ---- | -------------- | -------------------- | -------------------- | ----------------------------------------- | ---- |
| 久尓辛王五年（424年） | 張威 | 長史           |                      |                      | 使節                                      | 劉宋 |
| 蓋鹵王十八年（472年） | 余礼 | 駙馬都尉・長史 | 冠軍将軍・弗斯侯     | 未詳                 | 使臣                                      | 北魏 |
| 蓋鹵王十八年（472年） | 張茂 | 司馬           | 龍驤将軍・帯方太守   | 未詳                 | 使臣                                      | 北魏 |
| 東城王八年（490年）   | 高達 | 長史           | 行建威将軍・広陽太守 | 建威将軍・広陽太守   | 先例・使臣・邊効邊夙著・勤労公務          | 南斉 |
| 東城王八年（490年）   | 楊茂 | 司馬           | 行建威将軍・朝鮮太守 | 建威将軍・朝鮮太守   | 先例・使臣・志行清壱・公務不廃            | 南斉 |
| 東城王八年（490年）   | 会邁 | 参軍           | 行宣威将軍           | 宣威将軍             | 先例・使臣・執志・周密・屢致勤効          | 南斉 |
| 東城王十七年（495年） | 慕遺 | 長史           | 行龍驤将軍・楽浪太守 | 龍驤将軍・楽浪太守   | 使臣・在官忘私 唯公是務 見危授命 蹈難弗顧 | 南斉 |
| 東城王十七年（495年） | 王茂 | 司馬           | 行建武将軍・城陽太守 | 建武将軍・城陽太守   | 使臣・在官忘私 唯公是務 見危授命 蹈難弗顧 | 南斉 |
| 東城王十七年（495年） | 張塞 | 参軍           | 行振武将軍・朝鮮太守 | 振武将軍・朝鮮太守   | 使臣・在官忘私 唯公是務 見危授命 蹈難弗顧 | 南斉 |
| 東城王十七年（495年） | 陳明 | ?              | 行揚武将軍           | 揚武将軍             | 使臣・在官忘私 唯公是務 見危授命 蹈難弗顧 | 南斉 |